# Brandy Tjungurrayi
Brandy Tjungurrayi (* nach 1930 in Nyilla an der Canning Stock Route in Western Australia) ist ein Künstler der Aborigines, der in Balgo in Western Australia lebt und arbeitet. Neben seinen künstlerischen Arbeiten pflegt er die Traditionen der Aborigines und die Tingari-Songlines.

## Leben
Brandy lebte als Junge nomadisch im Busch im Süden von Purtutjalpu in der Western Desert Australiens. In den 1950er Jahren gingen er und seine erste Frau nach Balgo in die dortige Aborigines-Missionsstation, wo sie mit Schafen und Ziegen arbeiteten. Inzwischen ist er zum zweiten Mal verheiratet.

## Malerei
1985 begann er, inspiriert von der Kunstrichtung Papunya Tula, in Balgo zu malen. Erstmals stellte er im Jahr 2000 in einer Einzelausstellung aus und war im gleichen Jahr an der Retrospektive der Papunya-Tula-Kunst in der Art Gallery of New South Wales beteiligt. Seine Werke sind Dot-Paintings, die sich in privaten und auch in öffentlichen Sammlungen befinden, wie in der National Gallery of Australia, Art Gallery of New South Wales und Art Gallery of Western Australia. Er legte eine kurze Schaffenspause ein und malt seit 2006 wieder.